# Pottials
Les pottials (Pottiales) són un ordre de molses dicrànides. Conté 5 famílies i prop de 1.500 espècies distribuïdes bàsicament per l'hemisferi Nord.
Les molses d'aquesta ordre són quasi exclusivament acrocarpes, és a dir que desenvolupen l'esporòfit a l'extrem del caulidi (tiges no vertaderes). Els caulidis solen ser erectes i poc ramificades. Els fil·lidis són majoritàriament ovats o espatulades. Les cèl·lules de la làmina del fil·lidi solen ser arrodonides i fortament papil·losades i les basals solen ser hialines (transparents o translúcides). Presenten nervi patent. Presenten una càpsula vertical i de forma arrodonida a cilíndrica. El peristoma consta de 16 dents, però pot ser absent.
Els representants de les Pottials es caracteritzen per la seva preferència per llocs amb molta llum i sovint secs. Es distribueixen a tot el món i viuen principalment terrestres.

## Famílies
Les pottials es divideixen en cinc famílies:
- Pottiaceae: 1425 espècies a tot el món
- Ephemeraceae: 38 espècies a gairebé a tot el món
- Hypodontiaceae: 2 espècies a l'Àfrica meridional
- Pleurophascaceae: 3 espècies a l'Australàsia
- Serpotortellaceae: 2 espècies a Madagascar i Reunió